# Сахны (Сумская область)
Сахны (укр. Сахни) — село,
Сахновский сельский совет,
Конотопский район,
Сумская область,
Украина.
Код КОАТУУ — 5922087601. Население по переписи 2001 года составляло 590 человек.
Является административным центром Сахновского сельского совета, в который, кроме того, входят сёла
Бондари и
Савойское.

## Географическое положение
Село Сахны находится в 6-и ка от города Конотоп на автомобильной дороге Т-1907.
Примыкает к селу Бондари.
По селу протекает пересыхающий ручей с запрудой.

## История
- Село Сахны известно с второй половины XVII века. Образовалось оно из хуторов около построенной в 1883 году Николаевской церкви. В XIX веке село было в составе Конотопской волости Конотопского уезда Черниговской губернии[2].
- В 1885 году была построена 3-классная начальная школа. В школу ходили дети сёл Сахны, Бочаров, Новоселовки, Репок, Холодов, Савойского и других сел и хуторов.
- После установления советской власти был открыт Бондаривский сельский совет, объединявший села Сахни, Новоселовку, Савойская.
- В 1919 году по инициативе крестьян построена Бондаривская начальная школа, которая в 1931 году стала семилеткой.
- В первые годы советской власти открыт медицинский пункт, где работало два медицинских работника.
- В 1931—1933 годах в селах Бондари и Сахны были созданы колхозы. Работали детские ясли, клуб, магазин.
- В 1959 году сельский совет перенесли в село Бочечки, а в 1987 году — вернули в село Сахны.
- В память о погибших на войне и воинах, освобождавших село, в 1961 году в Сахно построен мемориал Славы.

## Объекты социальной сферы
- Школа.
- Клуб.
- Фельдшерско-акушерский пункт.